# Lamaceratops
Lamaceratops (il cui nome significa "faccia dalla lama cornuta), è un genere estinto di ceratopside vissuto in Mongolia, durante il tardo Cretaceo (Campaniano) circa 85 milioni di anni fa.

## Descrizione
Scoperto nella località di Khulsan nella valle di Nemegt, l'accertamento di questa specie rimane ancora incerta, in quanto alcuni fossili potrebbero essere collegabili al Bagaceratops. Makovicky ha sostenuto che ci possono essere poche prove che potrebbero affermare che il Lamaceratops possa essere un genere a sé stante, affermando però, che non può essere casuale che specie così diverse tra loro potessero trovarsi in luoghi così diversi e distanti tra loro. L'unica specie finora conosciuta è L.tereschenkoi da Aliafanov, nel 2003.

## Classificazione
Appartiene alla famiglia dei bagaceratopsidi, un gruppo di dinosauri primitivi appartenenti al ben noto gruppo dei Ceratopsia, erbivori con becchi simili a quelli dei pappagalli che vivevano in Asia e in Nord America durante il Cretaceo.

## Dieta
Proprio come i suoi cugini, era esclusivamente vegetariano.